# Liste der Kulturdenkmale in Knautkleeberg-Knauthain
Die Liste der Kulturdenkmale in Knautkleeberg-Knauthain enthält die Kulturdenkmale des Leipziger Ortsteils „Knautkleeberg-Knauthain“ mit den Stadtteilen Knautkleeberg und Knauthain, die in der Denkmalliste vom Landesamt für Denkmalpflege Sachsen mit Stand 2017 erfasst wurden.

## Legende
- Bild: Bild des Kulturdenkmals, ggf. zusätzlich mit einem Link zu weiteren Fotos des Kulturdenkmals im Medienarchiv Wikimedia Commons. Wenn man auf das Kamerasymbol klickt, können Fotos zu Kulturdenkmalen aus dieser Liste hochgeladen werden:
- Bezeichnung: Denkmalgeschützte Objekte und ggf. Bauwerksname des Kulturdenkmals
- Lage: Straßenname und Hausnummer oder Flurstücknummer des Kulturdenkmals. Die Grundsortierung der Liste erfolgt nach dieser Adresse. Der Link (Karte) führt zu verschiedenen Kartendiensten mit der Position des Kulturdenkmals. Fehlt dieser Link, wurden die Koordinaten noch nicht eingetragen. Sind diese bekannt, können sie über ein Tool mit einer Kartenansicht einfach nachgetragen werden. In dieser Kartenansicht sind Kulturdenkmale ohne Koordinaten mit einem roten bzw. orangen Marker dargestellt und können durch Verschieben auf die richtige Position in der Karte mit Koordinaten versehen werden. Kulturdenkmale ohne Bild sind an einem blauen bzw. roten Marker erkennbar.
- Datierung: Baubeginn, Fertigstellung, Datum der Erstnennung oder grobe zeitliche Einordnung entsprechend des Eintrags in der sächsischen Denkmaldatenbank
- Beschreibung: Kurzcharakteristik des Kulturdenkmals entsprechend des Eintrags in der sächsischen Denkmaldatenbank, ggf. ergänzt durch die dort nur selten veröffentlichten Erfassungstexte oder zusätzliche Informationen
- ID: Vom Landesamt für Denkmalpflege Sachsen vergebene, das Kulturdenkmal eindeutig identifizierende Objekt-Nummer. Der Link führt zum PDF-Denkmaldokument des Landesamtes für Denkmalpflege Sachsen. Bei ehemaligen Kulturdenkmalen können die Objektnummern unbekannt sein und deshalb fehlen bzw. die Links von aus der Datenbank entfernten Objektnummern ins Leere führen. Ein ggf. vorhandenes Icon  führt zu den Angaben des Kulturdenkmals bei Wikidata.

## Liste der Kulturdenkmale in Knautkleeberg-Knauthain
| Bild                                    | Bezeichnung | Lage                                                                                          | Datierung | Beschreibung | ID       |
| --------------------------------------- | --- | --------------------------------------------------------------------------------------------- | --- | --- | -------- |
| Direkt Bild zu diesem Denkmal hochladen | Mühlgraben | Am Mühlgraben (Karte)                                                                         | 19. Jh. (Mühlgraben) | ortsgeschichtlich von Bedeutung | 09298587 |
|                                         | Mühle (Nr. 14), Speichergebäude (Nr. 12a-d), Stallgebäude und Einfriedung sowie Hofpflaster eines Mühlenanwesens | Am Mühlgraben 12a; 12b; 12c; 12d; 14 (Karte)                                                  | nach Auskunft 1908–1910 (Mühle) | alte Ortslage Knauthain, Klinkerbauten, die Mühle seit 1417 belegt, ortsgeschichtlich und baugeschichtlich von Bedeutung | 09292386 |
| Direkt Bild zu diesem Denkmal hochladen | Villa und Pflasterung | Am Mühlgraben 16 (Karte)                                                                      | 1891–1892 (Villa) | zum Mühlenanwesen gehörig, historistische Putzfassade, baugeschichtlich und ortsgeschichtlich von Bedeutung | 09292387 |
| Direkt Bild zu diesem Denkmal hochladen | Mietshaus in offener Bebauung | Dieskaustraße 328 (Karte)                                                                     | 1902 (Mietshaus) | Putzfassade, seltene Malerei und Holzpaneele im Eingang, baugeschichtlich von Bedeutung 1902 entstand das dreigeschossige verputzte Wohngebäude für den Maschinenbauer Karl Richard Spindler auf dem Grundstück Leipziger Straße 46 in Knautkleeberg. Vorgesehen waren sechs Familienwohnungen, zudem ein frei stehendes Waschhaus im Hof. Ein recht großer Dachaufbau im Auftrag von Henriette Martha Mix 1930/1931 nach Planung des Baumeisters Erich Ebert unter der Bauleitung von Paul Brösdorf schuf zusätzlichen Wohnraum, der 1936 eine bauliche Veränderung erfuhr. Besitzer waren jetzt Oskar Robert Mix und ab 1940 Helma Hedwig Thiel geb. Mix. Das Haus besitzt einen flächigen, unspektakulären Fassadenaufbau sowie eine weitgehend erhaltene Ausstattung aus der Erbauungszeit. Leider sind die Erdgeschossgliederungen der Putzfassade nicht erhalten, 1994 kam eine weitere Wohnung unterm Dach zur Einrichtung. Einzigartig sind Wandgemälde von Osowicki und Sasse im Eingangsbereich mit Darstellungen von Ortsansichten, unter anderem der Knauthainer Kirche im Zustand vor dem Brand 1944. Insbesondere die Freihandausmalung im Inneren begründen den Denkmalwert des Hauses. LfD/2012, 2014 | 09264632 |
| Direkt Bild zu diesem Denkmal hochladen | Mietshaus in offener Bebauung mit Vorgarten | Dieskaustraße 354 (Karte)                                                                     | 1937–1938 (Mietshaus) | traditionalistische Putzfassade, siehe auch Nummer 356, baugeschichtlich von Bedeutung Von Architekt Max Beer (Entwurf und Bauherr) im Juli 1937 beigebrachte Pläne für ein Dreigruppenhaus, was eine sehr breite strenge Straßenfront zur Folge gehabt hätte, kamen nicht zur Ausführung. Ein zweiter Vorschlag im August für zwei Mietshäuser mit dazwischen gespannter Ladenfront fand Zustimmung und wurde in den Jahren 1938–1939 – allerdings unter Verzicht auf die Läden – umgesetzt. Ausführender war Baumeister Albin Kretzschmar aus Rehbach unter der Leitung von Baumeister und Architekt Richard Grafe. Rückwärtig grenzte die Reichsbahnstrecke Leipzig–Zeitz an das Wohngrundstück. Pro Etage sind drei kleine Wohnungen mit Wohn- und Schlafzimmer, Küche und WC eingerichtet. Symmetrischer Fassadenaufbau mit Betonung der mittigen Treppenhausachse sowie ein „deutsches“ Walmdach und eine Kunststein-Haustürrahmung charakterisieren den zeittypischen verputzten Bau. Putzreliefs (Ähren und Fasan[?]) schmücken die nur in den Obergeschossen schwach vortretenden Treppenhausrisalite. Im letzten Jahresdrittel 2009 Antrag für Sanierung und Dachgeschossausbau, Grundrissänderungen hin zum Zweispänner und rückwärtige Balkonanbauten durch Henry Böttger unter der Einbindung von Ingenieur Rainer Rösner. Ausstattung im Inneren weitgehend erhalten. Baugeschichtliches Zeugnis für die Ortserweiterung in den 1930er Jahren von maßstabgebender, guter Qualität. LfD/2012 | 09291941 |
| Direkt Bild zu diesem Denkmal hochladen | Mietshaus in offener Bebauung mit Vorgarten | Dieskaustraße 356 (Karte)                                                                     | 1937–1939 (Mietshaus), 1938 (am Bau) | traditionalistische Putzfassade, siehe auch Nummer 354, baugeschichtlich von Bedeutung Von Architekt Max Beer (Entwurf und Bauherr) im Juli 1937 beigebrachte Pläne für ein Dreigruppenhaus, was eine sehr breite strenge Straßenfront zur Folge gehabt hätte, kamen nicht zur Ausführung. Ein zweiter Vorschlag im August für zwei Mietshäuser mit dazwischen gespannter Ladenfront fand Zustimmung und wurde in den Jahren 1938–1939 – allerdings unter Verzicht auf die Läden – umgesetzt. Ausführender war Baumeister Albin Kretzschmar aus Rehbach unter der Leitung von Baumeister und Architekt Richard Grafe. Rückwärtig grenzte die Reichsbahnstrecke Leipzig–Zeitz an das Wohngrundstück. Pro Etage sind drei kleine Wohnungen mit Wohn- und Schlafzimmer, Küche und WC eingerichtet. Symmetrischer Fassadenaufbau mit Betonung der mittigen Treppenhausachse sowie ein „deutsches“ Walmdach und eine Kunststein-Haustürrahmung charakterisieren den zeittypischen verputzten Bau. Putzreliefs (Ähren und Fasan[?]) schmücken die nur in den Obergeschossen schwach vortretenden Treppenhausrisalite. Im letzten Jahresdrittel 2009 Antrag für Sanierung und Dachgeschossausbau, Grundrissänderungen hin zum Zweispänner und rückwärtige Balkonanbauten durch Henry Böttger unter der Einbindung von Ingenieur Rainer Rösner. Ausstattung im Inneren weitgehend erhalten. Baugeschichtliches Zeugnis für die Ortserweiterung in den 1930er Jahren von maßstabgebender, guter Qualität. LfD/2012 | 09290831 |
| Direkt Bild zu diesem Denkmal hochladen | Zwei Toreinfahrten zu Wohnhausgrundstücken | Dieskaustraße 360; 362 (Karte)                                                                | 1908 (Toreinfahrt) | Klinkerpfeiler mit Kunststeinknäufen, dazwischen schmiedeeiserne Tore und Türflügel, baugeschichtlich von Bedeutung Die schmiedeeiserne Jugendstil-Einfriedung entstand 1908 im Auftrag von Milchhändler Karl August Mustopf, der für die beiden benachbarten Häuser als Bauherr verantwortlich zeichnete: 1901 wurde das zweigeschossige Wohngebäude (Nummer 362) durch das Baugeschäft Albin Kretzschmar errichtet und 1907 bis 1908 das dreigeschossige Mietshaus (Nummer 360)unter Federführung von Maurermeister Robert Gleitsmann. Während beide Häuser stark verändert sind, hat sich die qualitätvolle handwerkliche Arbeit in Form der zwischen gelbe Klinkerpfeiler mit Betonformsteinabschlüssen gespannten schmiedeeisernen Tore bis heute original erhalten. Baukünstlerische Bedeutung. LfD/2011 | 09292372 |
| Direkt Bild zu diesem Denkmal hochladen | Mietshaus in offener Bebauung in Ecklage, mit Vorgarten | Dieskaustraße 371 (Karte)                                                                     | 1909–1910 (Mietshaus) | Putzbau mit Blendfachwerkgiebel, im Reformstil der Zeit um 1910, baugeschichtlich von Bedeutung In wichtiger Ecksituation erhebt sich der in den Jahren 1909 und 1910 errichtete freistehende Reformstilbau über hohem, bis ins 1. Obergeschoss reichenden Klinkersockel. Gliederungen erfährt das für und von Maurermeister Friedrich Max Lägel errichtete Gebäude durch Sichtfachwerk imitierende Putzstrukturen in den Zwerchhausrisaliten, die Verwendung unterschiedlichen Putzes und eine vielteilige Dachlandschaft sowie ehemals Klappläden im Erdgeschoss. Pläne lieferte das Büro für Architektur des Bauinspektors Lubowski. In jeder Etage liegen drei Wohnungen, das Waschhaus ehemals separat im Hof. Sanierung wohl 2009 einhergehend mit der Anbringung einer störenden Balkonanlage an der verbrochenen Ecke. Heute noch original erhalten das Treppenhaus komplett einschließlich Schablonenmalerei. Städtebaulich wichtiger Eckbau als Entrée zum Mietshaus-Ortserweiterungsgebiet. LfD/2011 | 09292373 |
| Direkt Bild zu diesem Denkmal hochladen | Doppelmietshaus in offener Bebauung, mit Vorgarten sowie Gartenpavillon | Dieskaustraße 373; 373a (Karte)                                                               | 1912–1914 (Doppelmietshaus) | an einem Abzweig der Dieskaustraße, Putzfassade, im Reformstil der Zeit um 1910, baugeschichtlich von Bedeutung Das seit 1949 im Grundbuch als Eigentum des Volkes eingetragene Doppelmietshaus war zwischen August 1912 und März 1914 von Maurermeister Friedrich Max Lägel im Eigenauftrag erbaut worden. Zeichnungen und statische Berechnungen lieferte das Gohliser Büro für Architektur des Bauinspektors Lubowski. 1933 erhielt der verputzte Reformstilbau eine Dachgeschosswohnung, der Einbau von Wasserspültoiletten wurde 1958 genehmigt. Anzeige zum Baubeginn für Sanierung und Grundrissänderungen, weiteren Dachgeschossausbau mit hofseitigen Loggien, Umbau von Balkonen zu Wintergärten und Anbau von großen Balkonen an der Ostseite erfolgte zum 2008/2009. Wohnhaus Dieskaustraße 373 mit breitem Zwerchhausrisalit und hofseitigem Zugang als Zweispänner konzipiert, Nummer 373a mit seitlich gestelltem Treppenhausrisalit mit Dreierfenstergruppen und ebenfalls Zwerchhaus sowie nur einer Wohnung pro Etage. Besondere Wirkung des Hauses im Ortserweiterungsgebiet durch Ecklage und vorgelagerte Grünflächen. Teile der Ausstattung erhalten, unter anderem Treppenhausfenster und Wohnungseingangstüren. Baugeschichtliches Zeugnis des Wohnungsbaus unmittelbar vor Beginn des 1. Weltkrieges im Ortserweiterungsgebiet Knautkleeberg. LfD/2011 | 09294299 |
| Direkt Bild zu diesem Denkmal hochladen | Wohnhaus in offener Bebauung sowie Nebengebäude im Hof | Dieskaustraße 384 (Karte)                                                                     | 1914–1915 (Beamtenwohnhaus), 1914–1915 (Nebengebäude)                                                                                   | Klinkergebäude mit bauhistorischer Bedeutung, in unmittelbarem Zusammenhang mit dem Bahnhof Knauthain zu betrachten, erbaut für Eisenbahnunterbeamte Die Königliche Eisenbahndirektion Halle (Saale) beauftragte 1914 die Liegenschaftsabteilung ihres Technischen Büros mit der Konzeption zur Errichtung eines Beamtenwohnhauses sowie eines Stallgebäudes, die Umsetzung erfolgte im Folgejahr, die Fertigstellung der schlichten Einfriedung 1916. Notwendig geworden waren die Baulichkeiten im Zusammenhang mit dem unweit entfernt stehenden Bahnhof Knauthain. Zustimmend fiel auch die Stellungnahme des Landesvereins Sächsischer Heimatschutz hinsichtlich der architektonischen Gestaltung aus. Die Klinkerfassade des Wohngebäudes erhielt ein Krüppelwalmdach mit Hechtgaupe, die Fenster Segmentbogenabschlüsse und das Nebengebäude in rückwärtiger Grundstückslage besitzt Sichtfachwerk im Dachgeschoss, das 3. Obergeschoss ist von den beiden darunter liegenden Etagen wirkungsvoll getrennt. Im Jahr 1975 wurde eine Weiternutzung der rückseitigen Balkone baupolizeilich untersagt. Baugeschichtliches und ortsentwicklungsgeschichtliches Zeugnis in unmittelbarem Zusammenhang mit der verkehrstechnischen Andienung des Ortes durch die Eisenbahn und den in der Nähe befindlichen Bahnhof Knauthain. LfD/2012 | 09292375 |
| Weitere Bilder                          | Bahnhof mit Empfangsgebäude (Dieskaustraße 392) mit Warteraumanbau, Bahnsteigüberdachung, Wirtschaftsgebäude, Laderampe mit Pflasterung und zwei Stellwerken an Bahnübergängen (Stellwerk B1 Emil-Teich-Straße bei 2 und Stellwerk W2 Rehbacher Straße bei 24) sowie Schrankenwärterhaus (Rehbacher Straße bei 24) | Dieskaustraße 392 (Karte)                                                                     | 1871–1873 (Empfangsgebäude), 1934 (Stellwerk B1), 1909 (Stellwerk W2), um 1909 (Schrankenwärterhaus), 2. Drittel 20. Jh. (Bahnübergang) | bahntypische Klinkerbauten, bauhistorischer und verkehrsgeschichtlicher Wert | 09292380 |
| Direkt Bild zu diesem Denkmal hochladen | Denkmal für die Gefallenen des 1. Weltkriegs | Dieskaustraße 392 (bei) (Karte)                                                               | um 1920 (Gefallenendenkmal) | geschichtlich von Bedeutung | 09292381 |
| Direkt Bild zu diesem Denkmal hochladen | Mietshaus in halboffener Bebauung und Vorgarten | Dieskaustraße 445 (Karte)                                                                     | 1902 (Mietshaus) | zeittypische Klinkerfassade, baugeschichtlich von Bedeutung Ein neuerliches Zeichen für die zunehmende Verstädterung Knautkleebergs auch das dreigeschossige Mietshaus des Bau- und Maurermeisters Robert Gleitsmann, der 1902 den Maurerpolier Karl Hermann Härtig mit der Bauaufsicht betreute. 2001 Sanierung, behutsamer Dachgeschossausbau und Anbau von Balkonen an der Hoffassade im Auftrag von Eckhardt & Harter GbR. Die Straßenfront wird nach wie vor durch wenige Putz- und Kunststeingliederungen sowie dunkle Klinker rhythmisiert, im Inneren in jeder Etage zwei Wohneinheiten konzipiert mit zwei Stuben, Kammer und Küche. Ehemals ein Anbau am Gebäude und ein kleines Stallgebäude im Jahresübergang 1902/1903 rückwärtig erbaut. Baugeschichtliches Zeugnis der Ortsentwicklung in Knautkleeberg. LfD/2011 | 09292378 |
| Direkt Bild zu diesem Denkmal hochladen | Bahnhof mit Empfangsgebäude (Dieskaustraße 392) mit Warteraumanbau, Bahnsteigüberdachung, Wirtschaftsgebäude, Laderampe mit Pflasterung und zwei Stellwerken an Bahnübergängen (Stellwerk B1 Emil-Teich-Straße bei 2 und Stellwerk W2 Rehbacher Straße bei 24) sowie Schrankenwärterhaus (Rehbacher Straße bei 24) | Emil-Teich-Straße 2 (bei) (Karte)                                                             | 1871–1873 (Empfangsgebäude), 1934 (Stellwerk B1), 1909 (Stellwerk W2), um 1909 (Schrankenwärterhaus), 2. Drittel 20. Jh. (Bahnübergang) | bahntypische Klinkerbauten, bauhistorischer und verkehrsgeschichtlicher Wert | 09292380 |
| Direkt Bild zu diesem Denkmal hochladen | Wohnhaus, Scheune, zwei Seitengebäuden sowie Toreinfahrt eines Bauernhofes | Fortunabadstraße 13 (Karte)                                                                   | um 1850 (Bauernhaus), um 1860 (Stall), 1872 (Stall), um 1860 (Scheune)                                                                  | alte Ortslage Knautkleeberg, ortsbildprägende Hofanlage, baugeschichtlich von Bedeutung Einer der wenigen erhaltenen Vierseithöfe in Knautkleeberg ist Hof Nummer 26, dessen Kernsubstanz wohl um 1830 entstanden ist und seine Wirkung auch durch die einheitliche Dacheindeckung mit Ziegeln bezieht. Im Jahr 1872 wurde ein Kuh- und Pferdestall mit Heuboden, Wagenschuppen und Milchgewölbe durch Gutsbesitzer Karl August Müller bei Zimmermeister Robert Lehmann in Auftrag gegeben. Die Lehmmauern des Wohngebäudes ließ Grundstücksbesitzer Paul Müller 1949 durch Ziegelmauerwerk ersetzen und neue Fenster einbauen, einhergehend sollte der Hausflur unterkellert werden (Entwurf Otto Rudert, Ausführung durch Heil & Sterz). Wirkungsvoll liegt der Bauernhof inmitten der alten Ortslage Knautkleeberg, zeigt sich der Wohnhausgiebel in einer Straßenkrümmung mit etwas überstehendem Erdgeschoss, ein Krüppelwalmdach schließt das Gebäude ab. Prägend wirkt auch das Sichtfachwerk des Scheunengebäudes, das Ensemble runden die Miststatt und Teile der Hofpflasterung ab. Seltenheitswert, baugeschichtlich von Interesse, Zeugnis der Ortsentwicklung. LfD/2011 | 09292382 |
| Direkt Bild zu diesem Denkmal hochladen | Wohnhaus in offener Bebauung | Fortunabadstraße 17 (Karte)                                                                   | 1869 (Wohnhaus) | alte Ortslage Knautkleeberg, verputztes Fachwerkgebäude mit städtebaulicher Funktion an einer Nahtstelle der historistischen Ortsentwicklung, baugeschichtlich von Interesse Das in Ecklage Seumestraße 1869 errichtete Fachwerk-Wohnhaus gehört zum historischen Knautkleeberger Ortskern, besitzt eine Putzfassade und ein ziegelgedecktes Krüppelwalmdach mit späterer Schleppgaube, der im Rahmen der Sanierung eine zweite beigestellt wurde. Diagonal über die Kreuzung liegt der als Knautkleeberger Gasthof (Nummer 20), der gemeinsam mit dem ebenfalls historistischen Eckmietshaus Nummer 18 einen sehenswerten städtebaulichen Akzent setzt. Von Seltenheitswert war die bis zur Grundstückssanierung erhaltene hölzerne Grundstückseinfriedung. Erfreuliche und durchaus gelungene Gebäudesanierung 2010/2011, baugeschichtlicher Wert und Zeugniswert für die alte Bebauungsstruktur der Ortslage. LfD/2011 | 09292383 |
| Direkt Bild zu diesem Denkmal hochladen | Mietshaus in halboffener Bebauung in Ecklage | Fortunabadstraße 18 (Karte)                                                                   | bezeichnet 1902 (Mietshaus) | alte Ortslage Knautkleeberg, ehemals mit Läden, Klinkerfassade, Schablonenmalerei im Treppenhaus, baugeschichtlich von Bedeutung Zimmermann Friedrich Hermann Fleck erwirkte 1902 die Baugenehmigung für ein repräsentatives Eckwohngebäude zur Seumestraße und übernahm selbst auch die Bauausführung. Hinter der Klinkerfassade verbergen sich pro Etage zwei Wohnungen und im Erdgeschoss ein Eckladen, der über die verbrochene Ecke zugänglich ist. Einfache Betonguss-Fensterrahmungen sowie ein Eckrisalit gliedern das Gebäude, in dessen Inneren u. a. das hölzerne Treppenhaus und eine historische Schablonenmalerei erhalten sind. Der Hauszugang erfolgt über den Hof. Ortsbildprägender Eckbau gegenüber dem ehemaligen Gasthof, baugeschichtlich bedeutsam. LfD/2011 | 09292384 |
| Direkt Bild zu diesem Denkmal hochladen | Mietshaus in geschlossener Bebauung in Ecklage, ehemals mit Gaststätte | Fortunabadstraße 20 (Karte)                                                                   | 1898–1899 (Mietshaus) | alte Ortslage Knautkleeberg, Putzfassade, markanter Eckbau mit baugeschichtlicher, ort- und sozialgeschichtlicher Bedeutung, als Gasthof auch Erinnerungswert Ein Wohnhaus mit Restauration nebst Laden im Erdgeschoss wurden im November 1898 durch den Schankwirt Friedrich Bernhard Enge beantragt und von Maurermeister Gleitsmann sowie O. Möttig aus Knautkleeberg bis August 1899 aufgeführt. Übergang des Grundstücks 1907 nach Zwangsversteigerung an die Gastwirtschaftsehefrau Anne Auguste Zschoau geb. Lindner in Cossen, 1912 wird die Dampfbrauerei Zwenkau AG genannt. Bauantrag für eine Turnhalle stellte im Mai 1927 der Verein für Leibesübungen Knautkleeberg e. V., für den Architekten Oswald Weber die Zeichnungen und Berechnungen lieferte. Am Bau beteiligt zudem der Baumeister Kurt Friedrich vormals Bastänier Nachf. Dipl.-Ing. Seidel. Für die Statik des Daches wurde 1929 Baurat Paul Göldel hinzugezogen, die Schlussbesichtigung erfolgte im Dezember 1929. Ende 1932 erstand Gastwirt Paul Otto Schmidt das Grundstück nach Zwangsvollstreckung und 1937 beabsichtigten Horst und Werner Pleier die Einrichtung eines neuen Filmtheaters in der Turnhalle, wie aus einem Schreiben an die Fachgruppe Filmtheater der Reichsfilmkammer hervorgeht. Entwürfe stammten von Baumeister und Architekt B. Arno Höfer, die durch den bauleitenden Architekten W. Kocker aus Connewitz in die Praxis überführt wurden. Am 4. November wurde die Benutzung der nunmehrigen Ratskeller-Lichtspiele gestattet. Im Mai 1941 war die Verlegung des Gaststättenzugangs von der verbrochenen Ecke in die Seumestraße beabsichtigt und 1957 die grundlegende Renovierung des Kinos nebst ergänzendem Anbau. Baumeister und Architekt Willy Grafe aus Dresden lieferte Pläne für den VEB Kreislichtspiele Leipzig-Stadt und die ausführende Firma Fritz Aey. Das mit wirkungsvoller historistischer Fassade versehene Eckgebäude ist der erste Bau, der in der dörflichen Situation einen städtischen Akzent setzte und damit dem Kreuzungspunkt Seumestraße/Fortunabadstraße ein völlig neues Gesicht geben sollte. Die verbrochene Ecke erhielt einen Turmaufsatz, an den seitlichen Enden der beiden Gebäudeflügel erhoben sich Zwerchgiebel. Wenig später entstand als Pendant gegenüber das ebenfalls für einen Leipziger Vorort recht repräsentative Haus Fortunabadstraße 18, eine konsequente Weiterführung der historistischen Bebauungsstruktur erfolgte jedoch nicht. Mit dem Turnallenanbau an das Etablissement „Zum Ratskeller“ (1912) wurde, ebenso wie mit der Umnutzung zum Filmtheater, auf Bedürfnisse der örtlichen Bevölkerung reagiert – somit eignet dem Ensemble ein hoher Erinnerungs- und Geschichtswert. Die Ausstattung des Eckgebäudes ist weitgehend erhalten. Sanierung vorgesehen für 2017/2018. LfD/2012, 2017 | 09292385 |
| Direkt Bild zu diesem Denkmal hochladen | Pflasterung beider Gehwege | Gleitsmannstraße (Karte)                                                                      | um 1900 (Pflaster) | mit Muschelornament, verkehrshistorischer Wert | 09292395 |
| Direkt Bild zu diesem Denkmal hochladen | Wohnhaus in offener Bebauung | Gleitsmannstraße 1 (Karte)                                                                    | 1903 (Wohnhaus) | ehemals mit Laden, Putzfassade mit Klinkergliederung, baugeschichtlich bedeutsam, ortsentwicklungsgeschichtlich von Wert Carl Eduard Rehm initiierte im Mai 1903 den Bau eines Wohnhauses, die Arbeiten führte Maurermeister Robert Gleitsmann bis zum 14. August des gleichen Jahres aus. In jeder Etage sind zwei Wohnungen vorgesehen, im Dachbereich lediglich eine. Zudem entstand ein Wasch- und Gerätehaus, nach Oktober 1903 wurde eine Schweineschlächterei eingerichtet. Eine Putzfassade schützt den traditionellen Ziegelbau vor der Witterung, sichtbare Klinkerbögen überspannen einige Fenster als Dekorelemente. Der ansonsten recht schlicht Bau besitzt einen Klinkersockel, eine gebrochene Ecke mit Ladenzugang sowie zwei Giebel mit Freigespärre. Schwach tritt ein Mittelrisalit an der Fassade zur Seumestraße hervor, der in einem Zwerchhaus mündet. Bedauerlicherweise schmälern unpassende neue Kunststofffenster das Erscheinungsbild des Gebäudes. Mietvilla in Ecklage, baugeschichtlich bedeutsam und für die Darstellung der Ortsentwicklungsgeschichte von Wert. LfD/2013 | 09292393 |
| Direkt Bild zu diesem Denkmal hochladen | Wohnhaus in offener Bebauung | Gleitsmannstraße 2 (Karte)                                                                    | 1900–1901 (Wohnhaus) | im Landhausstil, Klinkerfassade, von baugeschichtlicher und ortsentwicklungsgeschichtlicher Bedeutung Dem Typus eines Landhauses angelehnt entstand 1900–1901 im Auftrag von Karl Gottfried Schöne ein freistehendes Wohnhaus durch den Maurermeister Robert Gleitsmann. In jeder Etage war eine Wohnung untergebracht. Über verputztem Erdgeschoss, abgesetzt durch ein Stockgesims, prägen gelbe Blendklinker das Erscheinungsbild. Mächtig erhebt sich ein Zwerchhaus mit Freigespärre über der zweigeschossigen, vierachsigen Fassade. Zahlreiche Details im Inneren zeigen eine ehemals gediegene Ausstattung. Das zeitgleich im Hof erbaute Stallgebäude erfuhr 1919 durch Paul Bösdorf im Auftrag von Bernhard Schubert eine Übersetzung (Kein Denkmal, erhalten noch 8/2013). Als Bestandteil des Villenviertels im Gebiet der dem Bahnhof zugewandten Ortserweiterung von baugeschichtlicher und ortsentwicklungsgeschichtlicher Bedeutung. LfD/2013 | 09292764 |
| Direkt Bild zu diesem Denkmal hochladen | Wohnhaus in offener Bebauung mit Vorgarten | Gleitsmannstraße 6 (Karte)                                                                    | 1896–1897 (Wohnhaus) | Klinkerfassade mit Putzgliederung, besitzt einen baugeschichtlichen und ortsentwicklungsgeschichtlichen Wert 1896 begannen die Bauarbeiten für den kleinen Wohnhausbau für Herrn Schuldirektor Heinrich Arnold in Knautkleeberg, für den Maurermeister Robert Gleitsmann Entwürfe lieferte und diese bis zum Frühjahr 1897 selbst auch umsetzte. Hinter der eingeschossigen Klinkerfassade sowie im ausgebauten Dachgeschoss wurden jeweils eine Wohnung eingerichtet, bemerkenswert beispielsweise, dass auch ein Bad innerhalb des Wohnbereiches vorgesehen, das Privet jedoch noch übers Treppenhaus erreichbar war. Rückwärtig schützte, so in den Bauakten ersichtlich, ein kleiner Holzvorbau den eigentlichen Hauseingang. Ebenso aus der Aktenzeichnung zu erschließen ist ein Balkon an der rechten Giebelfront, ein Waschhaus befand sich im Keller. Wirkungsvoll tritt ein zweiachsiger Mittelrisalit vor die Hausfront, der in einem Zwerchhaus mit Freigespärre (und ehemals schmiedeeisernem Blitzableiter) mündet. Das Krüppelwalmdach mit Ziegeldeckung, der Sockel besteht aus Klinkermauerwerk. Zum 2. Januar 1959 datiert ein Bericht über die Intreuhandnahme des Grundstücks. Das pittoreske Gebäude in der zum Bahnhof führenden Straße besitzt einen baugeschichtlichen und ortsentwicklungsgeschichtlichen Wert. LfD/2013 | 09292394 |
| Direkt Bild zu diesem Denkmal hochladen | Hälfte eines Doppelmietshauses in offener Bebauung | Hohenthalstraße 2 (Karte)                                                                     | 1914–1915, Hälfte eines Doppelmietshauses (Mietshaus)                                                                                   | Putzfassade, Reformstil-Architektur, baugeschichtlich von Bedeutung | 09299201 |
| Direkt Bild zu diesem Denkmal hochladen | Wohnhaus, Seitengebäude und Scheune eines Bauernhofes (ehemals Schmiede), Hausbaum auf dem Grundstück | Knuthstraße 1 (Karte)                                                                         | um 1820 (Wohnhaus), 1883–1884 (Seitengebäude), 1876–1877 (Schmiede)                                                                     | Wohngebäude mit Fachwerk-Obergeschoss, Stallgebäude als Lehmbau, ortsbaugeschichtlich und dorfentwicklungsgeschichtlich von Bedeutung, als ehemalige Schmiede mit Erinnerungswert | 09292398 |
| Direkt Bild zu diesem Denkmal hochladen | Wohnhaus, Scheune, Seitengebäude und Einfriedung eines Bauernhofes | Knuthstraße 3 (Karte)                                                                         | um 1860 (Bauernhaus), 1862 (Kuh- und Pferdestall), 1893 (Scheune)                                                                       | Fachwerk-Wohnhaus, weitgehend geschlossen erhaltene Hofanlage, baugeschichtlich von Bedeutung Die kleine im alten Knauthainer Ortskern gelegene, rückwärtig an den Mühlgraben grenzende Hofanlage auf unregelmäßigem Grundstück entstand in der ersten Hälfte des 19. Jahrhunderts. Archivalien setzen mit dem Bau eines neuen Kuhstalles im Jahr 1862 für Gutsbesitzer Johann August Kluthmann ein, dieses Gebäude erhielt 1877/1878 eine Übersetzung und rechterhand einen Pferdestallanbau. Neben dem erwähnten Kluthmann ist nun auch der entwerfende und mit den Ausführungsarbeiten beauftragte Knauthainer Maurermeister Friedrich Knoch genannt. In der Grundstücksecke Straße/Mühlgraben wurde 1891 ein Wasch- und Backhausgebäude aufgeführt anstatt eines ehemals für den gleichen Standort vorgesehenen Schweinestalles. In zwei Etappen kam die heute noch stehende Scheune als Ersatzneubau 1893 und 1896 in vergrößerter Form zur Ausführung unter den bekannten Akteuren Kluthmann und Knoch. Gutsbesitzer und Landwirt Max Zechendorf veranlasste 1949 den Ersatz einer maroden Holzdecke im Kuhstall durch eine Massivdecke und vergab den Auftrag an das Baugeschäft Otto Weichold. Zur ältesten Bebauung gehören somit das kleine an der Straße positionierte massive Schuppengebäude mit ziegelgedecktem Satteldach und das mit Sichtfachwerk im Obergeschoss in Erscheinung tretende Wohnhaus mit Schuppenanbau, daraus ableitend die baugeschichtliche und ortsentwicklungsgeschichtliche Bedeutung, als geschlossene Anlage im Straßenknick von besonderem städtebaulichem Wert. LfD/2012 | 09292399 |
| Direkt Bild zu diesem Denkmal hochladen | Wohnhaus mit Anbau sowie Vorgarten | Knuthstraße 8 (Karte)                                                                         | 1876 (Wohnhaus) | ländliches Fachwerkhaus mit Wirtschaftsanbau, prägend im Ensemble auch gerade des gegenüberliegenden Bauernhofes Nummer 3 und der alten Schmiede Knuthstraße 1, baugeschichtlich und wissenschaftlich-dokumentarisch bedeutsam 1876 entstand das giebelständig zur Straße stehende zweigeschossige Stallgebäude mit Fachwerk-Obergeschoss und Satteldach für Bäckermeister A. Jung durch den Knauthainer Maurermeister Friedrich Knoch. Im straßenseitigen Teil des Hauses lagen ehemals Kuh- und Pferdestall im Erdgeschoss und ein Futterboden darüber. 1877–1878 erhielt das Gebäude einen Wohnungseinbau sowie 1893 einen rückwärtigen Anbau, ebenfalls zu Wohnzwecken. Bauherren waren für den erstgenannten Umbau der Oekonom J. A. Barthmuß sowie Friederike Emilie Barthmuß bezüglich der Erweiterung 1893, zu der auch ein zum Garten gelegener Backofen gehörte. In der Bauakte ersichtlich ein Schornsteineinbau (1895) und der Abortanbau in den Jahren 1928/1929, dieser durch Baumeister Albin Kretzschmar für Liddy Barthmuß. Der niedrige Scheunenteil (Ziegeldeckung) enthielt einen Stall sowie Banse und Tenne. Ursprünglich einbezogen in die größere Hofanlage mit Ortslistennummer 38 ein ziegelgedecktes Wohnhaus (heute Nummer 10, bereits 1867 vorhanden) sowie Schuppen zur rechten Grundstücksgrenze und zum Gartenland. Als ländliche Hofanlage unverzichtbarer Bestandteil der Bebauungsstruktur des historischen Ortskerns, städtebaulich prägend im Ensemble auch gerade des gegenüberliegenden Bauernhofes Nummer 3 und der alten Schmiede Knuthstraße 1. LfD/2012 | 09294932 |
| Direkt Bild zu diesem Denkmal hochladen | Bahnhof mit Empfangsgebäude (Dieskaustraße 392) mit Warteraumanbau, Bahnsteigüberdachung, Wirtschaftsgebäude, Laderampe mit Pflasterung und zwei Stellwerken an Bahnübergängen (Stellwerk B1 Emil-Teich-Straße bei 2 und Stellwerk W2 Rehbacher Straße bei 24) sowie Schrankenwärterhaus (Rehbacher Straße bei 24) | Rehbacher Straße 24 (bei) (Karte)                                                             | 1871–1873 (Empfangsgebäude), 1934 (Stellwerk B1), 1909 (Stellwerk W2), um 1909 (Schrankenwärterhaus), 2. Drittel 20. Jh. (Bahnübergang) | bahntypische Klinkerbauten, bauhistorischer und verkehrsgeschichtlicher Wert | 09292380 |
| Weitere Bilder                          | Turmholländer | Rehbacher Straße 83 (Karte)                                                                   | 1874 (Mühle) | landschaftsbildprägende Windmühle, verputzter Ziegelbau, technikgeschichtliches Denkmal | 09292415 |
| Direkt Bild zu diesem Denkmal hochladen | Einfriedung | Ritter-Pflugk-Straße (Karte)                                                                  | vor 1800 (Einfriedung) | Ziegelmauer, ortsbildprägend von Bedeutung | 09292410 |
| Direkt Bild zu diesem Denkmal hochladen | Denkmal für Kurt Reinicke und gestaltete Grünfläche | Ritter-Pflugk-Straße (Karte)                                                                  | vermutlich 1978 (Denkmal) | Pyramidenstumpf aus Natursteinen, darauf Stahltafel, zur Erinnerung an den antifaschistischen Widerstandskämpfer Kurt Reinicke (1891–1938), geschichtlich von Bedeutung | 09292411 |
| Direkt Bild zu diesem Denkmal hochladen | Wohnhaus, Seitengebäude, Scheune, Einfriedung, Toreinfahrt und Garten eines Bauernhofes | Ritter-Pflugk-Straße 1 (Karte)                                                                | 1869 (Wohnhaus), 1869 (Seitengebäude), 1869 (Scheune), 1869 (Einfriedung), 1869 (Hausgarten/Wohngarten)                                 | Wohnhaus mit zeittypischer Putzfassade, ortsentwicklungsgeschichtlich von Bedeutung 1869 erging der Bauantrag für Wohn-, Scheunen und Stallgebäude sowie eine Einfriedung nebst Toreinfahrt durch Maurermeister Johann Friedrich Knoch aus Knauthain, der zugleich als Bauherr, Entwerfender und Ausführender fungierte. Der umtriebige Knoch ist auf unzähligen Baustellen der im Leipziger Westen gelegenen Dörfern zu finden, sein eigenes Grundstück in Nähe der Knauthainer Kirche war somit auch als Werbung für seine Baufirma gedacht. Mit zweigeschossiger, fein gegliederter Putzfassade präsentiert sich das repräsentative Wohnhaus im Stil eines späten Klassizismus mit großzügiger, vorgelagerter Grünfläche (hier unter anderem ein eindrucksvoller Walnussbaum), erhalten ist auch die elegante Stuckdekoration. Zum Jahresausklang 1886 erhielt das Gebäude rückwärtig einen kleinen Waschhausanbau. Im ebenfalls verputzten Seitengebäude eingerichtet waren ein Backofen und nebenliegend ein erstes Waschhaus sowie Holzstall, Farbenkammer und Schweineställe. Als Grundstück des seinerzeit wohl bekanntesten und umtriebigsten Maurermeisters in Knauthain und Umgebung von besonderem baugeschichtlichem und architekturhistorischem Wert, Zeugnis des „modernen“ Bauens im Dorf in den Jahren unmittelbar vor der deutschen Reichsgründung 1871, Dokumentationswert, Bedeutung für die Volksbildung. LfD/2012, 2013 | 09292402 |
| Direkt Bild zu diesem Denkmal hochladen | Wohnhaus und Toreinfahrt eines Bauernhofes | Ritter-Pflugk-Straße 12 (Karte)                                                               | um 1840 (Toreinfahrt), um 1800 (Bauernhaus)                                                                                             | das Wohngebäude gehört zu den ältesten Häusern in Knauthain, Toreinfahrt mit Sandsteinpfeilern, baugeschichtlicher und ortsgeschichtlicher Wert 1869 erging der Bauantrag für Wohn-, Scheunen und Stallgebäude sowie eine Einfriedung nebst Toreinfahrt durch Maurermeister Johann Friedrich Knoch aus Knauthain, der zugleich als Bauherr, Entwerfender und Ausführender fungierte. Der umtriebige Knoch ist auf unzähligen Baustellen der im Leipziger Westen gelegenen Dörfern zu finden, sein eigenes Grundstück in Nähe der Knauthainer Kirche war somit auch als Werbung für seine Baufirma gedacht. Mit zweigeschossiger, fein gegliederter Putzfassade präsentiert sich das repräsentative Wohnhaus im Stil eines späten Klassizismus mit großzügiger, vorgelagerter Grünfläche (hier unter anderem ein eindrucksvoller Walnussbaum), erhalten ist auch die elegante Stuckdekoration. Zum Jahresausklang 1886 erhielt das Gebäude rückwärtig einen kleinen Waschhausanbau. Der Einbau von Wasserspülaborten 1915 auf Initiative von Johanna Ida Freygang aus Eythra. 1967 bedrohliche Schilderung des Scheunenzustandes und Abbruchantrag, zwei Jahre später Änderung des Projektes mit Einreichung von Umbauplänen durch Eigentümerin Charlotte Meltzer/Moltzer geb. Freygang und den Planer Paul Brösdorf (kein Denkmal). Im ebenfalls verputzten Seitengebäude eingerichtet waren ein Backofen und nebenliegend ein erstes Waschhaus sowie Holzstall, Farbenkammer und Schweineställe. Erhalten geblieben sind Teile der ebenfalls 1869 errichteten Einfriedung, bedeutsam für die Wirkungs des Hofes und insbesondere des Wohngebäudes ist der großzügige vorgelagerte Garten. LfD/2012, 2014 | 09292403 |
| Direkt Bild zu diesem Denkmal hochladen | Gasthof mit Seitengebäude | Ritter-Pflugk-Straße 16 (Karte)                                                               | 1899 (Gasthof), 1899, Stall (Nebengebäude)                                                                                              | alte Ortslage Knauthain, Putz-Klinker-Fassade, baugeschichtlich bedeutsam, als Gasthofgrundstück mit ortshistorischem Erinnerungswert An der Stelle eines älteren Hauses (1882 ist Kaufmann Louis Benedikt Fritsch Hausbesitzer) entsteht im Jahr 1899 das heute noch vorhandene Wohn- und Gasthaus für den Gastwirt Wilhelm Knust nach Entwurf von Maurermeister Friedrich Knoch, der praktischerweise auch die Ausführung übertragen bekam. Im Obergeschoss war eine Wohnung eingerichtet, während das Erdgeschoss zwei Gaststuben, Küche, Fleischraum und Flur besaß. 1905 ist Restaurateur Curt Rauschenbach als Grundstücksbesitzer erwähnt, 1935 der Gastwirt und Fleischermeister Paul Liebing. Zeitgleich mit dem Vorderhaus übrigens entstand seinerzeit über winkelförmigem Grundriss ein Nebengebäude mit Stall und Aborten. Im Jahr der Erfassung 1992 war „Erholung“ am Gebäude noch zu lesen und die Speisekarte im Schaukasten ausgehangen, Putznutung im Erdgeschoss und Klinkerverblendung im Obergeschoss sowie im Sockelbereich. Die Ausstattung bis zur Sanierung 2004 weitgehend erhalten, so beispielsweise die hölzerne Innentreppe. Rückwärtig steht ein ehemaliges Funktionsgebäude, ebenfalls von 1899, u. a. mit Toiletten für die Gaststättenbesucher. Baugeschichtlich, ortsgeschichtlich und städtebaulich bemerkenswert, als Gaststätte besitzt das Objekt zudem einen Erinnerungswert. LfD/2012, 2013 | 09292404 |
| Direkt Bild zu diesem Denkmal hochladen | Ehemalige Schäferei eines Rittergutes, mit zwei Stallgebäuden, Wohnhaus und Hofpflaster | Ritter-Pflugk-Straße 17 (Karte)                                                               | Ende 19. Jh. (Schäferei) | ortsgeschichtlich von Bedeutung | 09292405 |
|                                         | Wohnhaus in offener Bebauung | Ritter-Pflugk-Straße 20 (Karte)                                                               | 1723 (Wohnhaus) | verputztes Fachwerkgebäude, ehemaliges Amtshaus (Bürgermeister-Müller-Haus), baugeschichtlich und personengeschichtlich von Bedeutung, für das Ortsbild in unmittelbarer Nähe zum ehemaligen Rittergut unverzichtbar, eines der ältesten Gebäude in der alten Ortslage | 09292406 |
| Direkt Bild zu diesem Denkmal hochladen | Einzeldenkmal der Sachgesamtheit Rittergut Knauthain (Obj. 09304498, Ritter-Pflugk-Straße 22–28): Wirtschaftshof mit Gutsverwalterhaus, Stall- und Wirtschaftsgebäuden, Hofpflasterung und Einfriedungsmauer | Ritter-Pflugk-Straße 22; 22a; 22b; 22c; 22d (Karte)                                           | ab 1850 (Wirtschaftshof), um 1850 (Gutsverwalterhaus), 1860er-1870er Jahre (Wirtschaftsgebäude)                                         | bedeutende Rittergutsanlage im Leipziger Umland, baugeschichtlich und ortsgeschichtlich von Bedeutung | 09292407 |
| Weitere Bilder                          | Sachgesamtheit Rittergut Knauthain, mit folgenden Einzeldenkmalen: Schloss sowie Brücke über die Elster, Toranlage, Skulptur, drei Gedenksteine im Gutspark (Obj. 09292408, Ritter-Pflugk-Straße 24), Wirtschaftshof mit Gutsverwalterhaus, Stall- und Wirtschaftsgebäuden, Hofpflasterung und Einfriedungsmauer (Obj. 09292407, Ritter-Pflugk-Straße 22–22d), Landarbeiterhaus (Obj. 09292409, Ritter-Pflugk-Straße 26–28) sowie Schlosspark und Einfriedung | Ritter-Pflugk-Straße 22; 22a; 22b; 22c; 22d; 24; 26; 26a; 26b; 26c; 26d; 26e; 26f; 28 (Karte) | 1703 Chronogramm (Schlossanlage) | bedeutende barocke Schlossanlage, baugeschichtlich und regionalgeschichtlich von Bedeutung | 09304498 |
| Weitere Bilder                          | Einzeldenkmal der Sachgesamtheit Rittergut Knauthain (Obj. 09304498, Ritter-Pflugk-Straße 22–28): Schloss sowie Brücke über die Elster, Toranlage, Skulptur und drei Gedenksteine im Gutspark | Ritter-Pflugk-Straße 24 (Karte)                                                               | 1703 Chronogramm (Schloss (Rittergut)), 2. Viertel 20. Jh., Basaltpflasterung der Brücke (Straßenbrücke), bezeichnet 1875 (Gedenkstein) | bedeutende barocke Schlossanlage, Gedenksteine bezeichnet 1875 u. 1877 für Carl Adolph von Hohenthal u. Bergen sowie für Karoline von Hohenthal u. Bergen und Gedenkstein für Paul und Marie, baugeschichtlich und ortsgeschichtlich von Bedeutung | 09292408 |
| Direkt Bild zu diesem Denkmal hochladen | Einzeldenkmal der Sachgesamtheit Rittergut Knauthain (Obj. 09304498, Ritter-Pflugk-Straße 22–28): Landarbeiterhaus | Ritter-Pflugk-Straße 26; 26a; 26b; 26c; 26d; 26e; 26f; 28 (Karte)                             | um 1840/1850 (Wohnhaus) | am Eingang des Schlosses längs des Mühlgrabens, vermutlich Fachwerkbau im Kern, baugeschichtlich und ortsgeschichtlich von Bedeutung | 09292409 |
| Direkt Bild zu diesem Denkmal hochladen | Einfriedung und Grabmale auf dem Friedhof | Schönbergstraße 2 (Karte)                                                                     | ab 1868 (Friedhof), überwiegend 20. Jh. (Grabanlage)                                                                                    | ortsgeschichtlich von Bedeutung | 09292420 |
| Direkt Bild zu diesem Denkmal hochladen | Ehemalige Kirchschule (zwei Gebäudeteile), mit Vorplatz, Turnhalle und Schulhof sowie Toilettengebäude | Schönbergstraße 2a; 4 (Karte)                                                                 | bezeichnet 1836 (Schule) | zeittypische Putzfassade, später Gemeindeamt, baugeschichtlich und ortsgeschichtlich von Bedeutung | 09292419 |
| Direkt Bild zu diesem Denkmal hochladen | Mietshaus in offener Bebauung in Ecklage, mit Gaststätte | Seumestraße 2 (Karte)                                                                         | 1902–1906 (Mietshaus) | Putzfassade, gegenüber ist die ehemalige Gasanstalt Großzschocher, städtebaulich unverzichtbar, an der Ortsgrenze zu Großzschocher, baugeschichtlich von Wert, Erinnerungswert Noch heute befindet sich im Erdgeschoss des städtebaulich bedeutsamen, freistehenden Wohngebäudes ein Restaurant, 1902 bis 1904 dauerten die Bauarbeiten. Gegenüber befindet sich die Anlage der Gasanstalt Großzschocher (Dieskaustraße 290/290b). Zunächst ist Ferdinand Vorsatz als Bauherr und Ausführender genannt, der von Architekt R. Teichmann unterstützt wurde. Eingereichte Tekturen vom Februar 1904 tragen die Unterschriften von Richard Peitzschke als Unternehmer und Ausführendem sowie dem bauleitenden Architekten Bruno Seyfferth. Im April 1904 ist das Haus „unter Dach gebracht“. Den Endausbau übernimmt der Maurer- und Zimmermeister Emil Reiche. Eigentümer des im April 1906 zur Schlussbesichtigung angemeldeten Hauses sind Gastwirt Carl Emil Oskar Zeißler und/oder Bernhard Pröhl. Das Grundstück trägt den Namen „Zum Forsthaus“, später zeitweise auch „Forsthaus Knautkleeberg“. Gastwirt Friedrich Gustav Pöger beantragt 1941 eine neue Grundstückseinfriedung. Arbeiten am Dach, am Sichtfachwerk sowie ein Abputz der Vorderfront werden 1951 beabsichtigt und 1952 der Treppenaufgang zur Gastwirtschaft verändert. In den Jahren 2005/2006 Umbau und Sanierung einhergehend mit Balkonanbau und einem Ausbau des Dachgeschosses. Pläne fertigt hierzu Architekt Hans-Otto Beck aus Leipzig-Eutritzsch. Nunmehr stehen 70 Plätze im Restaurant und 48 auf dem Freisitz zur Verfügung. Die Fassaden des Hauses sind verputzt, das Obergeschoss besitzt Sichtfachwerk. Auf die Nutzung des Hauses zu gastronomischen Zwecken weist die großzügige Durchfensterung des Erdgeschosses. Städtebaulich exponiert liegendes Eckgebäude zur Dieskaustraße, baugeschichtlich und ortsentwicklungsgeschichtlich von Bedeutung. Als Gaststätte besteht zudem ein Erinnerungswert. LfD/2013 | 09292422 |
| Direkt Bild zu diesem Denkmal hochladen | Wohnhaus eines Bauernhofes | Seumestraße 33 (Karte)                                                                        | 1874–1875 (Bauernhaus) | alte Ortslage Knautkleeberg, eines der letzten im Ortsteil erhaltenen Bauernhäuser und somit von besonderem ortsgeschichtlichen und bauhistorischen Wert, ortsbildcharakterisierend | 09291128 |
|                                         | Wohnhaus, Seitengebäude (mit Anbau) und Einfriedung eines Zweiseithofs | Seumestraße 48 (Karte)                                                                        | um 1840 (Bauernhaus), um 1840 (Bauernhof)                                                                                               | alte Ortslage Knautkleeberg, Fachwerkwohnhaus, baugeschichtlich von Bedeutung Vermutlich um 1840 entstand das zweigeschossige Bauernhaus, das sich giebelständig mit zwei Geschossen zur Straße hin zeigt und in unmittelbarer Nähe zur Knautkleeberger Mühle liegt. Im Obergeschoss des Wohnteils ist Fachwerk sichtbar belassen während das Erdgeschoss mit seinen dicken Wänden Lehmmauerwerk vermuten lässt. Das kleine, dem Wohnhaus gegenüberliegende Stallgebäude erhielt sein Aussehen wohl im Auftrag des Gutsbesitzers Carl Schulze im letzten Drittel des 19. Jahrhunderts. Recht ungewöhnlich ist der enge Zuschnitt des Grundstücks einer bäuerlichen Wirtschaft. Beide Gebäude besitzen zahlreiche originale Ausstattungsdetails. Eines der letzten authentischen Bauerngehöfte in der Seumestraße, in exponierter Ecklage befindlich, daher baugeschichtlich und wissenschaftlich-dokumentarisch von Bedeutung, struktureller Bestandteil des alten Knautkleeberger Ortskerns. LfD/2013 | 09292426 |
| Direkt Bild zu diesem Denkmal hochladen | Wohnhaus eines Bauernhofes | Seumestraße 54 (Karte)                                                                        | um 1850 (Wohnhaus) | alte Ortslage Knautkleeberg, Putzfassade, Dokumentationswert, ortsentwicklungsgeschichtlich von Interesse Auf dem über einen längeren Zeitraum als Gärtnerei genutzten Grundstück ist ein wohl in der Mitte des 19. Jahrhunderts entstandenes Wohnhaus von Interesse, das im Jahresübergang 1886/1887 einen Anbau sowie eine Aufstockung erfuhr. Bauherr war der Gärtnereibesitzer, von Berufs wegen Gärtner und Handelsgärtner Carl August Zapf. Entwurf und Ausführung übernahm Maurermeister Robert Gleitsmann. 1930 Übergang des Grundstücks an die Spar- und Darlehnsbank für Haus- und Grundbesitzer eGmbH in Leipzig sowie 1938 an Fleischermeister Emil Erhard Görlitz und dessen Ehefrau Marie Elisabeth geb. Knöfel. Ein Verkauf des Geländes 1922 an Fabrikant Gustav Adolf Schwabe und Kaufmann Ernst Raymund war nicht zustande gekommen. Das 1886/1887 umgeformte Gebäude mit Putzfassade, Satteldach und einem über drei große Sandsteinstufen erschlossenen Hauseingang nebst zweiflügliger klassizistischer Haustür. Bedauerlicherweise wurde die qualitätvolle Originaltür durch einen primitiven Nachbau ersetzt. Störend für das Erscheinungsbild des Hauses sind zudem die eingebauten neuen Fenster. Die Eingangsstufen und ein Torpfeiler der ehemaligen Einfahrt waren aus Sandstein, stammten vermutlich aus den 1840er Jahren und sind heute ebenfalls nicht mehr erhalten. Vermutlich aus den Jahren 1938/1939 stammt der Klinkersockel. Ehemals befand sich auf dem Nachbargrundstück Nummer 52 das Restaurant „Weißes Roß“, erhalten ist das Mühlenareal unmittelbar gegenüber der Seumestraße 54. Trotz der eklatanten Verluste an Originalsubstanz besitzt das Haus einen ortsteilprägenden Charakter, ist baugeschichtlich, ortsentwicklungsgeschichtlich und als Gegenüber der Knautkleeberger Mühle auch städtebaulich bedeutsam. LfD/2012, 2013 | 09292427 |
|                                         | Mühle mit Wohnhaus, Nebengebäude traufständig zur Seumestraße, am Mühlgraben Erweiterungsbau an der ehemaligen Scheune, Außenmauern der Silo- und Speicherbauten am Mühlgraben sowie zwei Toreinfahrten zur Seumestraße | Seumestraße 55 (Karte)                                                                        | 1885–1886 (Müllerwohnhaus), 1867–1969 (Mühle), Wiederaufbau 1901 (Mühle), 1875 (Speicher), um 1860 (Nebengebäude zur Straße)            | (bis 2012 auch Fachwerkscheune Denkmal sowie Mühlenturbinen samt Zubehör im 2012 abgebrochenen Turbinenhaus), alte Ortslage Knautkleeberg, Müllerwohnhaus mit historisierender Putzfassade, ehemaliger Mühlenkomplex mit regionaler Bedeutung und Geschichtswert, Technisches Denkmal | 09292428 |
| Direkt Bild zu diesem Denkmal hochladen | Wohnhaus in offener Bebauung | Seumestraße 62 (Karte)                                                                        | Anfang 19. Jh. (Wohnhaus) | alte Ortslage Knautkleeberg, eingeschossiges Gebäude mit Krüppelwalmdach und Dachhäuschen, sozialgeschichtlich von Bedeutung | 09292430 |
|                                         | Wohnhaus in offener Bebauung | Seumestraße 64 (Karte)                                                                        | um 1850 (Wohnhaus) | alte Ortslage Knautkleeberg, eingeschossiges Gebäude mit Dachhäuschen, sozialgeschichtlich von Bedeutung | 09292431 |
| Direkt Bild zu diesem Denkmal hochladen | Wohnhaus, Hofpflaster und Toreinfahrt eines ehemaligen Vierseithofes | Seumestraße 65 (Karte)                                                                        | vor 1800 (Bauernhaus), 1839 (Bauernhaus)                                                                                                | alte Ortslage Knautkleeberg, Reste einer ehemals repräsentativen Hofanlage in städtebaulich exponierter Lage, das klassizistische Wohnhaus von baugeschichtlichem und ortsgeschichtlichem Wert In prägnanter Ecklage befindet sich das zweigeschossige Wohnhaus eines ehemaligen Vierseithofes mit Putzfassade und Krüppelwalmdach, die erhaltenen Einfahrtpfeiler und die seltene Sandsteintreppe wohl um 1840, ebenso die klassizistische Hauseingangstür mit Oberlicht. Im Rahmen der Sanierung 2012–2013 wurden die Haustür neu gefertigt und die für das Erscheinungsbild des Hauses nicht unwichtigen Zugangsstufen beseitigt. Die Scheune war zunächst als Komplettabbruch 1920 beantragt, entging diesem aber durch eine Planänderung und den daraus resultierenden Umbau im Auftrag des Gutsbesitzers Karl Stoye (Ausführung Baumeister Paul Brösdorf). Bereits 1874 waren ein neues Stallgebäude nebst Wohnhausanbau für Gutsbesitzer Johann Friedrich August Lehmann durch den Zimmermeister Robert Lehmann aufgeführt worden. Ein Wohnhausneubau 1893/1894 durch die Gräflich von Hohenthal und Bergesche Rittergutsverwaltung zu Knauthain kam nicht zur Umsetzung, die Pläne zeigen ein recht herrschaftliches zweigeschossiges Gebäude mit vier Achsen und Walmdach. Nach der Erfassung der Hofanlage 1992 sind bauliche Verluste in der Folgezeit zu konstatieren. Eine Errichtung von 18 Reihenhäusern nach vollständiger Grundstücksberäumung durch den Investor Kurt Stoye aus Oldenburg wurde 1997 versagt. Heute ist nur das straßenraumprägende und 2012 bis 2013 sanierte Wohnhaus erhalten, statt der bäuerlichen Nebengebäude ist ein insgesamt ästhetisch wenig vorteilhaftes Sammelsurium an Einfamilienwohnhäusern mit sehr unterschiedlicher Gestaltung um die ehemalige Hoffläche entstanden. Das Wohnhaus mit Putzfassade und einem selten in dieser Ausprägung zu findenden Sandsteinsockel. Baugeschichtlicher, städtebaulicher und ortsteilentwicklungsgeschichtlicher Wert, Zeugnis der klassizistischen Baukultur in der Ortslage Knautkleeberg. LfD/2012, 2013 | 09292432 |
|                                         | Schule mit Einfriedung und Hofpflasterung | Seumestraße 93 (Karte)                                                                        | 1907–1908 (Schule) | Putzfassade, baugeschichtlicher und sozialgeschichtlicher Wert, bedeutsames Zeugnis der Ortsentwicklung Baugenehmigung für ein Schul- und ein separates Abortgebäude erging am 24. August 1907, die Leitung des Vorhabens lag in Händen der Leipziger Architekten Reichel & Kühn. Gegen Ende des genannten Jahres ist der Einbau einer Direktorenwohnung im 2. Obergeschoss vorgesehen sowie die Staket-Umfriedung des Grundstücks. Im Keller sind ein Volksbad (Wannenbad) sowie ein Schulbad eingerichtet. 1916 wird das Vorhaben eines Anschlusses des Gebäudes an das Stromnetz vorangetrieben, was jedoch erst 1924 umgesetzt werden konnte. Putzausbesserungen an der Fassade sowie die Einrichtung von Lehrerwohnungen im Dachboden sind für 1927 nachgewiesen. Im Schuljahr 1962/1963 sind zehn Klassen in acht Schulräumen untergebracht, was die Einrichtung von sogenannten Wanderklassen zur Folge hat. Der Umbau der Aula zu einem Physikzimmer nebst Vorbereitungsraum wird 1969 beantragt und 1973 der Bau einer Mehrzweckbaracke auf dem Grundstück (diese 2006 abgebrochen). Über einem Klinkersockel erhebt sich die in der Dekoration etwas reduzierte, jedoch nach wie vor repräsentative und wirkungsvolle Putzfassade, deren besonderer Akzent das große Sandsteinportal ist. Hier sind zudem zwei Kinderköpfe aus gegossenem Kunststein zu sehen, die jeweils in ein aufgeschlagenes Buch schauen – ihre offenen Münder verweisen auf ein lautes Lesen oder Singen. In den beiden oberen Stockwerken ist ein Mittelrisalit ausgebildet, der in ein Dachhaus übergeht. Originale Ausstattungselemente der heute 60. Grundschule der Stadt Leipzig sind erhalten, das historische Hofpflaster hingegen nicht. Als Schulbau mit Erinnerungswert, Zeugniswert für die Ortsentwicklung sowie baugeschichtlich von Bedeutung. LfD/2012/2013 | 09292433 |
| Direkt Bild zu diesem Denkmal hochladen | Villa mit Villengarten und Remisengebäude | Seumestraße 97 (Karte)                                                                        | 1892–1894 (Villa), 1903–1904 (Remisengebäude)                                                                                           | Klinkerfassade, Freigespärre im Giebel, baugeschichtlicher und ortsteilentwicklungsgeschichtlicher Wert Die Schlussrevision des im Oktober 1892 beantragten Hausneubaus erfolgte erst zum Oktober 1894, Bauherr und Ausführender war Maurermeister Robert Gleitsmann. Zeitgleich entstand ein Stallneubau mit Wagenstellplatz, Werkstelle, Schuppen und Pferdestall, 1903/1904 kam ein neues Stallgebäude nebst einer Wohnung für den Geschirrführer zur Ausführung. An das Wohnhaus war bereits im Jahresverlauf 1901 ein Anbau gefügt worden, im Jahr 1916 Errichtung einer Veranda sowie Planungsvorlage für das Aufstocken des Anbaus von 1901. Im Entwurf von 1892 wirkt der Landhausbau mit Klinkerfassade, Freigespärre im Giebel, einem recht weit vorkragenden Schieferdach sowie der nach Osten gerichteten Veranda äußerst pittoresk. Neben Wohnräumen gab es ein Badezimmer, ein separates Speisezimmer und ein Comptoir. Das Gebäude besitzt als straßenbildprägender Bestandteil des Villengebietes einen baugeschichtlichen und ortsentwicklungsgeschichtlichen Wert. LfD/2014 | 09292434 |
| Direkt Bild zu diesem Denkmal hochladen | Einfriedung, Toreinfahrt und Remisengebäude eines Villengrundstückes | Seumestraße 99 (Karte)                                                                        | 1902 (Garteneinfriedung) | Einfriedung mit schmiedeeisernem Gitter im Jugendstil, baugeschichtlich von Bedeutung | 09292435 |
| Direkt Bild zu diesem Denkmal hochladen | Wohnhaus in offener Bebauung in Ecklage, mit Einfriedung und Vorgarten | Seumestraße 104 (Karte)                                                                       | 1901–1902 (Mietshaus) | Klinkerfassade, baugeschichtlich von Bedeutung Auf dem Grundstück in Ecklage Gleitsmannstraße entstand in den Jahren 1901–1902 der mit ausgebautem Mansardgeschoss insgesamt über drei Wohnetagen reichende späthistoristische frei stehende Wohnhausbau für Karl Theodor Schade, der sich vertrauensvoll in die renommierten Hände des Baumeisters Robert Gleitsmann gegeben hatte. In jedem Stockwerk jeweils eine Wohnung mit zwei Stuben, drei Kammern und Küche, rückwärtig am Gebäude ein Waschhaus. Erhalten ist die historische Einfriedung. Putznutung charakterisiert das Parterre, während das Obergeschoss durch Klinkerblender und profilierte Fenstergewände aus Gusskunststein hervorgehoben wird. Bemerkenswert qualitätvolle Holzverzierungen gibt es an den stehenden Dachgauben. Die Straße übrigens trägt seit 1909 den Namen der Knautkleeberger Familie Gleitsmann. Typ der Mietvilla zeigendes Gebäude mit baugeschichtlichem und ortsentwicklungsgeschichtlichem Wert. LfD/2012, 2013 | 09292436 |
| Direkt Bild zu diesem Denkmal hochladen | Postgebäude | Seumestraße 105 (Karte)                                                                       | 1914 (Post) | Putzfassade, bleiverglastes Fenster, Windfangtür, Reformstil-Architektur, baugeschichtlich und ortsgeschichtlich von Bedeutung Zwei Wohnungen waren jeweils in den oberen Etage für den im April 1914 durch die Königliche Amtshauptmannschaft genehmigten Wohnhausbau vorgesehen, im Hof ließ Franz Pauli gleichzeitig einen Wagenschuppen mit Waschküchengebäude errichten. Die Pläne erwähnen A. Mühglitz, der möglicherweise die Entwürfe lieferte. Über das gesamte Erdgeschoss war ein komplettes Postamt eingerichtet mit Schalterhalle, Packkammer, je einem Raum für den Vorsteher und den Briefträger, Toiletten und der Brief-, Geld- und Telegrafenannahme. Über dem Grundriss ist vermerkt: „Plan zu einem Posthaus für Knauthain-Knautkleeberg“. Der schlichte verputzte Reformstilbau besitzt ein Mansardwalmdach, Eingangsvorbau zum Postamt und Zwerchhausgiebel. Kleiner vorgelagerter Vorgarten mit neuer Einfriedung. 2001/2002 Umbau der Postfiliale zu Wohnzwecken. Umgebungsschutz fand Anwendung bei der Umgestaltung des Hofgebäudes in ein Einfamilienhaus im Jahr 2002. LfD/2012 | 09292437 |
| Direkt Bild zu diesem Denkmal hochladen | Wohnhaus in offener Bebauung, mit Einfriedung, Vorgarten und Garten | Seumestraße 114 (Karte)                                                                       | 1900–1901 (Wohnhaus) | historisierende Putz-Klinker-Fassade, baugeschichtlich von Bedeutung Altmodisch repräsentativ wirkt der Planentwurf eines freistehenden zweigeschossigen Wohnhauses für Lehrer Franz Emil Sack, der Baumeister Robert Gleitsmann unter Vertrag genommen hatte. Erteilung der Baugenehmigung am 22. November 1900, Schlussprüfung am 21. November des Folgejahres für das Wohngebäude und das rückwärtige kleine Stallgebäude mit Waschhaus. Klinkerfassade über verputztem Erdgeschoss mit historistischem Stuckdekor und Mezzanin, dort ein außerordentlich dekorativer Fruchtgirlanden- und Schleifenfries. Pro Etage eine Wohnung mit Mittelgang, von dem vier Stuben, eine Kammer und die Küche mit Speisekammer abzweigen, die Toilette auf der halben Treppe. Eisenstaketen über Klinkersockel bilden die straßenseitige Einfriedung. Das repräsentative Villengebäude in Knautkleeberg baugeschichtlich und baukünstlerisch von Bedeutung. LfD/2011 | 09292439 |
| Direkt Bild zu diesem Denkmal hochladen | Wohnhaus in offener Bebauung, mit Garten, Waschhaus und Vorgarten | Seumestraße 116 (Karte)                                                                       | 1894–1895 (Mietshaus), 1894–1895 (Waschhaus)                                                                                            | zeittypische Putzfassade, baugeschichtlich von Bedeutung Maurermeister Carl Friedrich Knoch aus Knauthain lieferte im Mai 1894 einen spätklassizistisch intendierten Entwurf für ein neu zu errichtendes Wohngebäude sowie einen Stall mit Waschhaus. Zugleich fungierte er als Finanzier und Ausführender: am 5. Juni 1894 wurde Baugenehmigung erteilt und am 9. Januar 1895 die Fertigstellung des Vorhabens angezeigt. Pro Etage war eine Wohnung vorgesehen mit Gang, zwei Stuben, zwei Kammern, Küche, Klosett und Vorratsraum. Grundstüscksbesitzer August Otto ließ 1916 Wasser-Closetts an das Ortsschleussenrohrnetz anschließen. Im April 2004 Erteilung der denkmalschutzrechtlichen Genehmigung für die beabsichtigte Sanierung (bis 10/2014 nur Fenstererneuerung und die Neueindeckung des Daches ausgeführt). Prägend ist vor allem der repräsentativ vorstehende Mittelrisalit, dessen Zwerchhaus in einen Dreiecksgiebel übergeht. Die Putzfassade besitzt zudem Fensterrahmungen aus Kunststein und erhebt sich über einem Zyklopmauerwerksockel. Herrschaftlich wirkt die qualitätvolle zweiflüglige Hauseingangstür. Als Bestandteil des Knauthainer Villenviertels besitzt das wirkungsvoll im Straßenverlauf liegende Haus einen baugeschichtlichen und einen ortsentwicklungsgeschichtlichen Wert. LfD/2014 | 09292440 |
|                                         | Pfarrhaus mit Einfriedung und Brunnen | Seumestraße 127 (Karte)                                                                       | 1696 und später (Pfarrhaus) | Fachwerkbau mit K-Streben, ortsgeschichtlich und baugeschichtlich von Bedeutung | 09292444 |
| Direkt Bild zu diesem Denkmal hochladen | Wohnhaus in halboffener Bebauung | Seumestraße 128 (Karte)                                                                       | 1866 (Wohnhaus) | zeittypische Putzfassade, baugeschichtlich von Bedeutung Der kleine vorgründerzeitliche Wohnhausbau entstand durch den ortsansässigen Maurermeister Friedrich Knoch 1866 im Auftrag von Karl Wilhelm Julius Müller. Zeitgleich kam es zur Errichtung des Nebengebäudes mit Waschhaus, Holzställen, Schweinestall und Vorratskeller. Das für die Leipziger Vororte in den 1860er Jahren überaus typische Wohnhaus erhielt eine durch Ecklisenen betonte Putzfassade und einen mit Dreieckgiebel abschließenden vierachsigen Mittelrisalit, entstellende Fenster als Ergebnis einer Teilsanierung. Für die Ortscharakterisierung und Darstellung der Ortsentwicklung bedeutsam, baugeschichtlich und ortsentwicklungsgeschichtlicher Wert. LfD/2012, 2013 | 09292443 |
|                                         | Kirche (mit Ausstattung), Grünfläche und Einfriedung des Kirchhofes sowie Grabtafel Anton Edler von Schellenbauer | Seumestraße 129 (Karte)                                                                       | 1845 (Kirche), 1951–1955 (Wiederaufbau), nach 1760 (Gottfried Hildner), 1846 (Mittlere Glocke), 1886 (Große Glocke)                     | Putzfassade, im Rundbogenstil des 19. Jahrhunderts, Kirchsaal im ungewöhnlichen, achteckigen Grundriss, Architekt: Ernst Zocher, baugeschichtlich, ortsgeschichtlich und ortsbildprägend von Bedeutung Der Grundstein für die neue Knauthainer Kirche wurde am 20. Mai 1845 gelegt – am 9. November 1846 hielt Pfarrer Karl Höhne die Predigt zur Einweihung des von Ernst Wilhelm Zocher entworfenen Baus (Frühwerk des Architekten), einem Oktogon im Rundbogenstil mit vorgesetztem Glockenturm. Für die Ausführung wurden die ortsansässigen Baumeister Bergner und Knoch vertraglich gebunden. Vom romanischen Vorgängerbau fand in der Chornordwand ein Rundbogenportal Wiederverwendung, in dessen Tympanon der obere Teil eines Vortragekreuzes als flaches Relief sichtbar war, zudem kam es zur Aufstellung einiger Grabplatten aus der alten Kirche. Bei dem alliierten Luftangriff am 24. Februar 1944 brannte die Kirche bis auf die Umfassungsmauern nieder, im Oktober begannen die Arbeiten zum Wiederaufbau der Kirche, die bereits 1952 provisorisch genutzt und drei Jahre später fertig gestellt werden konnte. Veränderungen waren vor allem die Vermauerung der beiden Seiteneingänge ins Kirchenschiff und der Verzicht auf den Wiederaufbau des schlanken achteckigen Obergeschosses des Turmes und seines spitzen Abschlusses (Gesamthöhe ehemals 40 m). Stattdessen wurde der quadratische Turmunterbau mit einem stumpfen Pyramidendach abgeschlossen. Neuverputz 1971/1972 sowie 1972/1973 Innenerneuerung mit Tiefersetzung der Decke und bildkünstlerischer Ausstattung von Matthias Klemm. Der Charakter einer Zentralanlage ist jedoch gewahrt, östlich angefügt ein chorartiger, querrechteckiger Anbau für Sakristei und Christenlehrezimmer. Am Chor die Rekonstruktion eines romanischen Portals mit eingefügten Originalteilen. In unmittelbarer Nachbarschaft das Pfarrgut mit stattlichem Pfarrhaus, die ehemals erste Schule (Seumestraße 133), vor der Kirche ein Gedenkstein für die Gefallenen des 1. Weltkrieges und gegenüber die zweite Schule des Ortes. Architektonisch, ortsgeschichtlich und künstlerisch von Bedeutung. LfD/2012, 2013 | 09292451 |
| Direkt Bild zu diesem Denkmal hochladen | Denkmal für die Gefallenen des 1. Weltkrieges | Seumestraße 129 (bei) (Karte)                                                                 | um 1925 (Gefallenendenkmal) | Monument aus Rochlitzer Porphyrtuff, ortsgeschichtlich von Bedeutung, | 09299710 |
| Direkt Bild zu diesem Denkmal hochladen | Wohnhaus, Teile eines Seitengebäudes, Scheune und Toreinfahrt eines Bauernhofes | Seumestraße 141 (Karte)                                                                       | 1905–1906 (Bauernhaus), bezeichnet 1885 (Seitengebäude), 1876 (Scheune)                                                                 | Wohnhaus historisierender Putzbau, in unmittelbarer Kirchennähe, ortsbildprägend und baugeschichtlich von Bedeutung | 09292446 |
| Direkt Bild zu diesem Denkmal hochladen | Wohnhaus in offener Bebauung in Ecklage | Seumestraße 146 (Karte)                                                                       | 1906–1907 (Mietshaus) | zeittypische Klinkerfassade, Treppenhausfenster mit Resten farbiger Verglasung, baugeschichtlich von Bedeutung 1884 erfolgte der Schornsteineinbau im Wohnhaus der Frau F. Barthel durch den Knauthainer Maurermeister Friedrich Knoch und noch 1898 wurden auf dem Bauerngrundstück, nunmehr im Besitz von Frau Emma verw. Pfeffer, ein Waschhausneubau erstellt und ein Ersatz sämtlicher Lehmwellermauern durch massives Ziegelmauerwerk vorgenommen. Dies übrigens sowohl an dem eingeschossigen giebelständigen Wohnhaus als auch an der im Winkel hierzu stehenden Stallscheune. Ein Bauantrag für den Neubau eines Wohn- und eines Seitengebäudes durch den Konditor Alwin Ritter aus Lindenau im März 1906 wurde noch versagt, das neuerliche Baubegehren im September des gleichen Jahres dann positiv beschieden. Entwürfe lieferte der am Lindenauer Markt 22 wirkende Architekt Paul Luge (kleinere Änderungen in der Ausführungsphase), die Grundrisse zeigen zwei Wohnungen in jeder Etage. Hermann Fischer lässt im Herbst 1928 den Zugang des Friseurgeschäftes nach der verbrochenen Ecke verlegen. Über beide Geschosse erstreckt sich sichtbar belassenes Klinkermauerwerk, geschmückt mit kräftigen und aufwendigen Fensterrahmungen als Betonformsteinen sowie einem bemerkenswerten Fries im Traufbereich. Durch die exponierte Ecklage (Rehbacher Straße) und diagonal gegenüber einem Schmuckplatz besondere Wirkung innerhalb der Ortslage, baugeschichtlich bemerkenswert die vielgliedrige mit Kunstschiefer gedeckte Dachlandschaft, der Turmaufsatz an der verbrochenen Ecke und der Seitenrisalit mit Zwerchgiebel an der Rehbacher Straße. LfD/2012 | 09292447 |
| Direkt Bild zu diesem Denkmal hochladen | Wohnhaus eines Bauernhofes | Seumestraße 150 (Karte)                                                                       | um 1850 (Bauernhaus) | Putzbau mit Krüppelwalmdach und Sandsteinfreitreppe, baugeschichtlich von Bedeutung | 09292448 |
| Direkt Bild zu diesem Denkmal hochladen | Scheune, Hofpflasterung, Toranlage und Hofmauer eines Bauernhofes | Seumestraße 156 (Karte)                                                                       | bezeichnet 1898 (Scheune) | ortsbildgestaltender zeittypischer Wirtschaftsbau eines Bauerngutes, Toreinfahrt mit drei Sandsteinpfeilern, baugeschichtlich von Bedeutung Nach dem 2001/2002 erfolgten Abbruch des malerisch gegenüber dem Dorfteich gelegenen Wohnhauses sowie eines weitgehenden Ersatzneubaus des Stallgebäudes ist die Hofanlage in ihrem Erscheinungsbild stark gestört. Zwischen einem massiven Erdgeschoss und einem mit Ziegeln gedeckten Krüppelwalmdach lag ein Fachwerkgeschoss – das Wohnhaus war giebelständig zur Dorfstraße ausgerichtet und lag hinter einem sehr schmalen Vorgarten. Das Haus besaß einen tonnengewölbten Keller und dürfte zu Beginn des 19. Jahrhunderts errichtet worden sein. Größer in den Dimensionen hingegen das unmittelbar angrenzende ehemalige Kuh- und Pferdestallgebäude aus der Jahreswende 1876/1877, von Maurermeister Friedrich Knoch für den Gutsbesitzer Christian Voigt. Ein Gewölbe mit preußischen Kappen ruhte hier auf Säulen (teilweise noch erhalten). Carsten Hagendorf und Grit Sonnekalb beantragten 1998 den Gesamtabbruch und die Neuerrichtung des Baukörpers als Wohnhaus unter Hinzuziehung von Architektin Regina Schöber im Büro der Hoffmann & Hofmann GmbH aus Leipzig, im Bauverlauf 2000–2001 erfolgte doch eine Einbeziehung des historischen Erdgeschossmauerwerks. Für den großen Scheunenneubau an der hinteren Grundstücksgrenze übersandte Maurermeister Robert Gleitsmann im Jahr 1898 Pläne für Gutsbesitzer Hermann Arnold, eingebaut ist im massiven und verputzten Gebäude auch ein Keller mit preußischen Kappen. In die Kulturdenkmalliste eingetragen sind Scheune und drei aus Sandsteinquadern gefügte Pfeiler der ehemaligen Zufahrt. Baugeschichtlich bedeutsam. LfD/2012, 2013 | 09292449 |
|                                         | Wohnhaus | Seumestraße 160 (Karte)                                                                       | um 1850 (Wohnhaus) | eingeschossiger Lehmbau mit Krüppelwalmdach und Fachwerkgiebel, Zeugnis der dörflichen Struktur, sozial- und baugeschichtlich von Bedeutung Von der kleinen Hofanlage gegenüber dem Dorfteich hat sich das wohl um 1840 erbaute einstöckige Bauernhaus mit Lehmmauerwerk und Krüppelwalmdach erhalten. 1879 wurde hier ein Schornstein von Maurermeister Friedrich Knoch für Paul Winkler eingefügt und an der Jahreswende 1935/1936 ein Laden für den Handelsmann Arthur Steyer unter Leitung von Baumeister Albin Kretzschmar. Ein Antrag auf Abbruch und Neubebauung des Grundstücks 1998 erfuhr Versagung. So hat sich eines der ältesten Knauthainer Häuser als Zeugnis der dörflichen Struktur und Entwicklung bis heute erhalten, die Fassaden sind verputzt, eine Giebelfront zeigt Fachwerk im Dachbereich. Am Ende des Flures mit Treppenaufgang ins Dachgeschoss lag die Küche mit Backofen, rechts befanden sich Wohn- und Schlafstube sowie links eine weitere Stube und die Speisenkammer mit Zugang unter der Treppe. Baugeschichtlich bedeutsam, Seltenheitswert als Lehmbau im Ortskern, städtebaulich von hohem Wert. LfD/2012 | 09292450 |

## Ehemalige Kulturdenkmale
| Bild                                    | Bezeichnung | Lage                     | Datierung                                                                 | Beschreibung | ID       |
| --------------------------------------- | ----------- | ------------------------ | ------------------------------------------------------------------------- | --- | -------- |
| Direkt Bild zu diesem Denkmal hochladen | Scheune     | Am Mühlgraben 21 (Karte) | 1888 (Scheune); 1893 (Stall); 1927–1929 (Einfriedung); um 1840 (Wohnhaus) | Scheune einer Hofanlage, ehemals mit Ausgedingehaus, Stallungen, Ladenbau und Einfriedung; wissenschaftlich-dokumentarisch von Interesse, baugeschichtliches Zeugnis dörflicher Wirtschaftskultur in der alten Ortslage | 09292388 |